# Фосато (Ла Специја)
Фосато је насеље у Италији у округу Ла Специја, региону Лигурија.
Према процени из 2011. у насељу је живело 37 становника. Насеље се налази на надморској висини од 86 м.